# カルロス・プエブラ
カルロス・プエブラ（Carlos Puebla, 1917年 - 1989年）はキューバのシンガーソングライター。キューバ革命の何よりもの功労者であるチェ・ゲバラが1965年に同国を離れたことが公表されたが、その際に作詞作曲したアスタ・シエンプレ（Hasta Siempre）が代表作となり、その後チェ・ゲバラを称える立場の人たちから繰り返し演奏されることとなる。
| スタブアイコン | サブスタブ | この項目は、まだ閲覧者の調べものの参照としては役立たない、歌手に関連した書きかけの項目です。この項目を加筆・訂正などしてくださる協力者を求めています（P:音楽/PJ:芸能人）。 |